# Ferrières-en-Gâtinais
|  | Per a altres significats, vegeu «cantó de Ferrières-en-Gâtinais». |

Ferrières-en-Gâtinais és un municipi francès al departament de Loiret i a la regió de Centre-Vall del Loira. L'any 2007 tenia 3.330 habitants.

## Demografia

### Població
El 2007 la població de fet de Ferrières-en-Gâtinais era de 3.330 persones. Hi havia 1.408 famílies, de les quals 436 eren unipersonals (92 homes vivint sols i 344 dones vivint soles), 492 parelles sense fills, 400 parelles amb fills i 80 famílies monoparentals amb fills.
La població ha evolucionat segons el següent gràfic:
Habitants censats:

### Habitatges
El 2007 hi havia 1.786 habitatges, 1.447 eren l'habitatge principal de la família, 229 eren segones residències i 110 estaven desocupats. 1.620 eren cases i 155 eren apartaments. Dels 1.447 habitatges principals, 1.077 estaven ocupats pels seus propietaris, 338 estaven llogats i ocupats pels llogaters i 32 estaven cedits a títol gratuït; 21 tenien una cambra, 117 en tenien dues, 349 en tenien tres, 389 en tenien quatre i 571 en tenien cinc o més. 1.148 habitatges disposaven pel capbaix d'una plaça de pàrquing. A 668 habitatges hi havia un automòbil i a 567 n'hi havia dos o més.

### Piràmide de població
La piràmide de població per edats i sexe el 2009 era:
| Homes | Edats   | Dones |
| ----- | ------- | ----- |
| 0     | 95 o +  | 4     |
| 4     | 90 a 94 | 24    |
| 24    | 85 a 89 | 40    |
| 20    | 80 a 84 | 20    |
| 72    | 75 a 79 | 132   |
| 64    | 70 a 74 | 96    |
| 108   | 65 a 69 | 88    |
| 100   | 60 a 64 | 88    |
| 92    | 55 a 59 | 84    |
| 96    | 50 a 54 | 124   |
| 132   | 45 a 49 | 68    |
| 76    | 40 a 44 | 100   |
| 104   | 35 a 39 | 116   |
| 104   | 30 a 34 | 80    |
| 104   | 25 a 29 | 116   |
| 84    | 20 a 24 | 64    |
| 68    | 15 a 19 | 76    |
| 108   | 10 a 14 | 80    |
| 84    | 5 a 9   | 56    |
| 80    | 0 a 4   | 72    |

## Economia
El 2007 la població en edat de treballar era de 1.922 persones, 1.412 eren actives i 510 eren inactives. De les 1.412 persones actives 1.263 estaven ocupades (677 homes i 586 dones) i 149 estaven aturades (56 homes i 93 dones). De les 510 persones inactives 225 estaven jubilades, 135 estaven estudiant i 150 estaven classificades com a «altres inactius».

### Ingressos
El 2009 a Ferrières-en-Gâtinais hi havia 1.489 unitats fiscals que integraven 3.386 persones, la mediana anual d'ingressos fiscals per persona era de 20.038,5 €.

### Activitats econòmiques
Dels 147 establiments que hi havia el 2007, 4 eren d'empreses alimentàries, 4 d'empreses de fabricació de material elèctric, 13 d'empreses de fabricació d'altres productes industrials, 21 d'empreses de construcció, 33 d'empreses de comerç i reparació d'automòbils, 3 d'empreses de transport, 10 d'empreses d'hostatgeria i restauració, 5 d'empreses financeres, 8 d'empreses immobiliàries, 16 d'empreses de serveis, 18 d'entitats de l'administració pública i 12 d'empreses classificades com a «altres activitats de serveis».
Dels 48 establiments de servei als particulars que hi havia el 2009, 1 era una oficina d'administració d'Hisenda pública, 1 gendarmeria, 1 oficina de correu, 2 oficines bancàries, 4 tallers de reparació d'automòbils i de material agrícola, 1 taller d'inspecció tècnica de vehicles, 1 autoescola, 4 paletes, 2 guixaires pintors, 1 fusteria, 5 lampisteries, 5 electricistes, 1 empresa de construcció, 5 perruqueries, 1 veterinari, 7 restaurants, 5 agències immobiliàries i 1 saló de bellesa.
Dels 12 establiments comercials que hi havia el 2009, 1 era un hipermercat, 2 grans superfícies de material de bricolatge, 1 una botiga de més de 120 m², 2 fleques, 1 una fleca, 2 llibreries, 1 una llibreria, 1 una botiga d'electrodomèstics i 1 una joieria.
L'any 2000 a Ferrières-en-Gâtinais hi havia 15 explotacions agrícoles que ocupaven un total de 1.368 hectàrees.

## Equipaments sanitaris i escolars
El 2009 hi havia dues farmàcies i una ambulància. El 2009 hi havia dues escoles elementals. Ferrières-en-Gâtinais disposava d'un col·legi d'educació secundària amb 608 alumnes.

## Poblacions properes
El següent diagrama mostra les poblacions més properes.